# 川手晃
川手 晃（かわて あきら、1953年 <昭和28> 9月26日 - ）は、日本の地方公務員、自治官僚。福島県総務部長、同副知事、救急振興財団副理事長、日本消防協会常務理事を歴任。勲位は瑞宝中綬章。

## 人物・経歴
1992年 (平成4年) 4月 福島県企画調整部次長、1993年4月 同商工労働部長、1996年4月 同総務部長、1999年4月 同副知事。
東京電力が福島第一原子力発電所や第二原発などの自主点検で、ひび割れなどのトラブル29件を見つけながら、放置したり、修理記録を改ざんしていたことを経済産業省原子力安全・保安院が発表。2002年8月29日 川手は県庁で記者会見を行い、「国の原子力政策に一切、協力できない」と顔を紅潮させて怒りをあらわにした。
副知事退任後、2006年12月 財団法人救急振興財団副理事長、2012年7月 財団法人日本消防協会常務理事、2013年7月 三井住友信託銀行顧問、2015年8月	財団法人全国市町村振興協会業務執行理事、2016年6月 福島銀行取締役。

## 栄典
- 2024年4月 令和6年春の叙勲で瑞宝中綬章を受章[3]